# Frite
Pour l’article ayant un titre homophone, voir Fritte.
Pour le cylindre flottant servant à apprentissage de la natation, voir frite (objet).
La frite est un bâtonnet de pomme de terre cuit par friture dans une graisse animale ou une huile végétale. Les appellations « pomme frite » et « patate frite » sont utilisées indifféremment pour ce bâtonnet, pour une tranche ou pour une rondelle du même végétal cuit de cette façon. La graisse (suif) de bœuf est utilisée pour la cuisson des frites en Belgique et dans le nord de la France.
La frite est devenue un des plats les plus populaires mondialement, et un des dix aliments les plus consommés au monde, au même titre que la pizza ou les pâtes. Elle est la préparation de pomme de terre la plus consommée au monde ; on en consomme 11 millions de tonnes par an. La Belgique est le plus gros exportateur mondial et le pays où l'on en consomme le plus par habitant.
Au début du XXIe siècle, la plupart des frites consommées dans le monde sont des frites surgelées fabriquées industriellement, commercialisées soit directement dans la grande distribution ou les chaînes spécialisées dans les produits surgelés, soit dans les friteries ou les sandwicheries (en particulier dans les chaînes de restauration rapide).
La cuisson à la poêle ou en marmite tend à disparaître dans les ménages au XXe siècle au profit d'un appareil électroménager appelé friteuse. Vers 2010, un panier de cuisson permettant la cuisson au four avec un minimum de matière grasse apparait dans le commerce pour une cuisson annoncée comme « plus diététique ».

## Typologie
On distingue différentes appellations en fonction de la taille du bâtonnet :
- les « bûches » : section carrée de 2 cm ;
- les « pont-neuf » : section carrée de 1 cm ;
- les « allumettes » (aussi nommées coupe julienne au Québec) : section de 0,5 cm, souvent utilisées dans la restauration rapide ;
- les « pailles » : section de 0,25 cm ;
- les « cheveux d’or » (taillées encore plus finement) ;
- les frites « en nid » (pommes paille dressées en nid dans un moule-panier et frites à nouveau)[4].

## Gastronomie
Les moules-frites et le steak frites, pour les Belges et les Français, et le fish and chips pour les Britanniques sont des plats très populaires dans leurs pays respectifs. Les frites accompagnent traditionnellement certains mets comme les boulets à la liégeoise, les moules, le steak poêlé, le steak tartare, la mitraillette ou le vol-au-vent.
Au Québec, les frites sont l'ingrédient principal de la poutine (plat québécois avec du fromage cheddar frais en grains et d'une sauce brune dont il existe de nombreuses variantes).
Depuis la fin du XXe siècle, la plus grosse quantité de frites est utilisée par la restauration rapide, qui les reçoit précuites et surgelées.

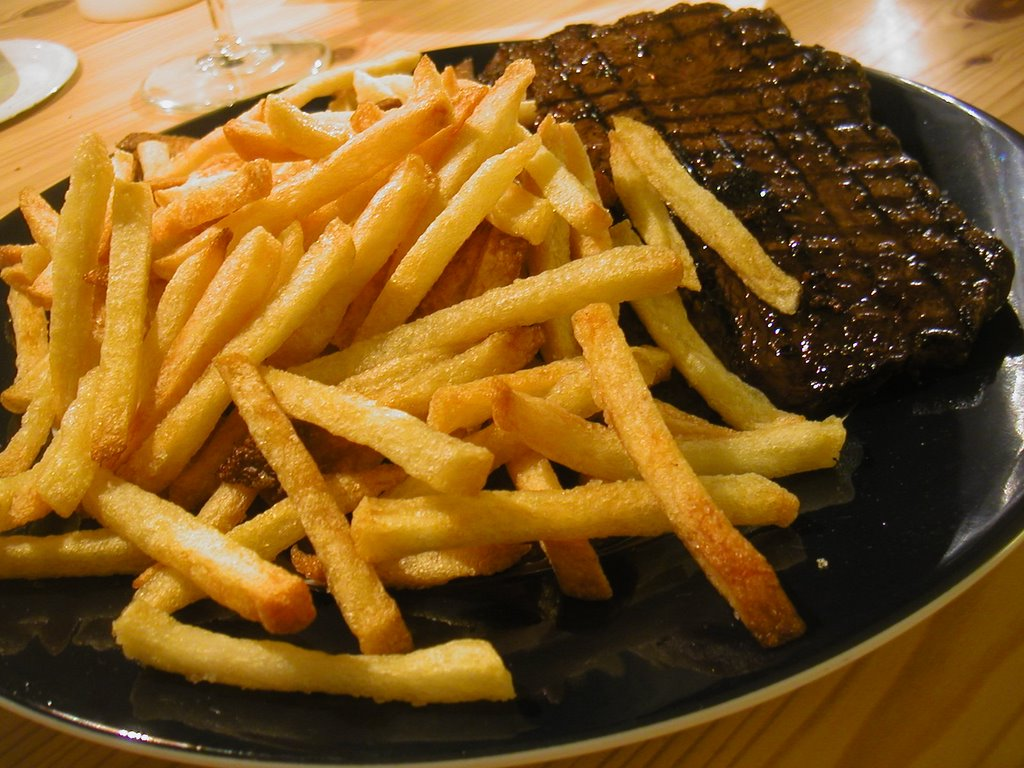
Steak-frites.
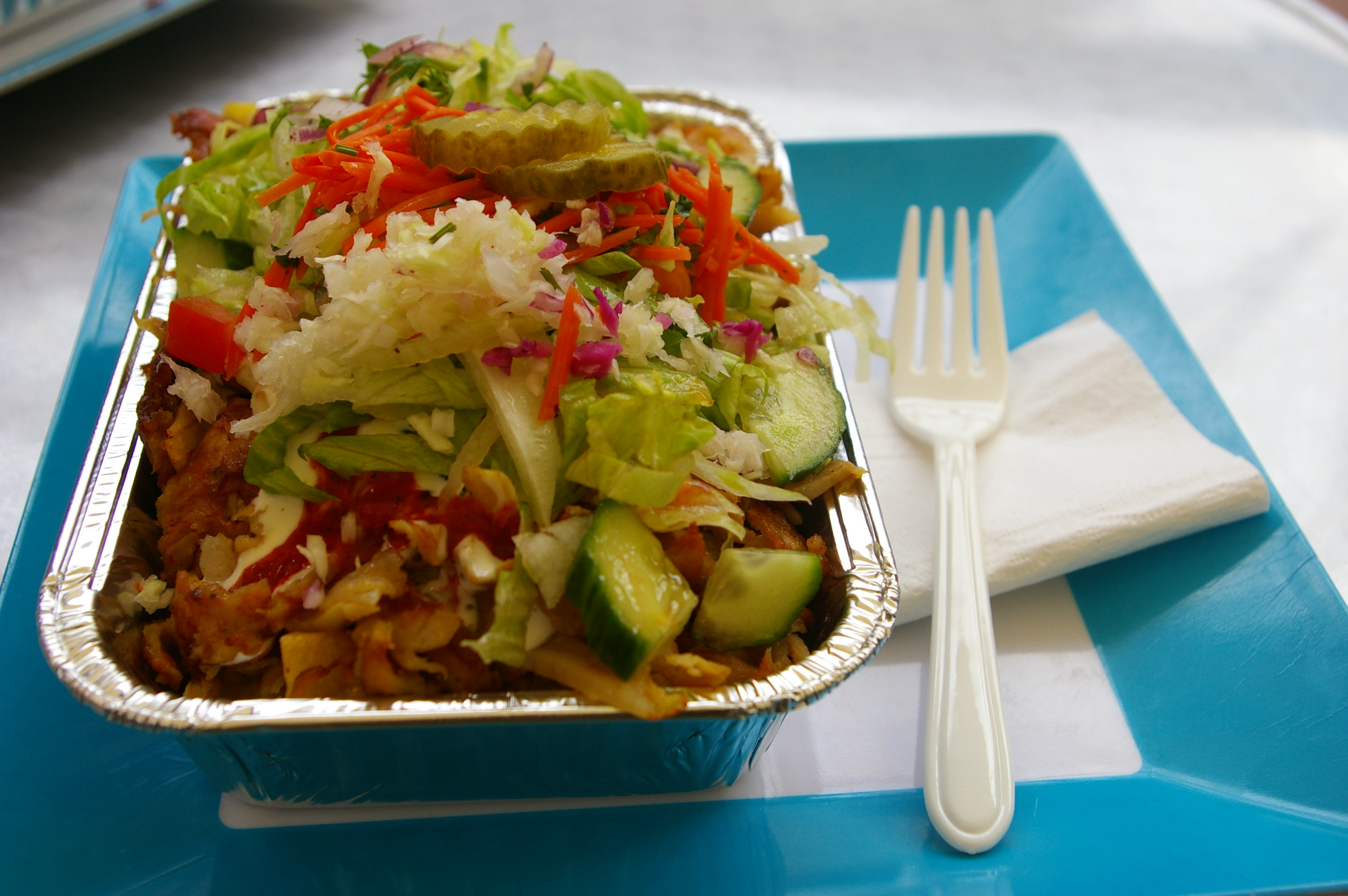
Kapsalon.
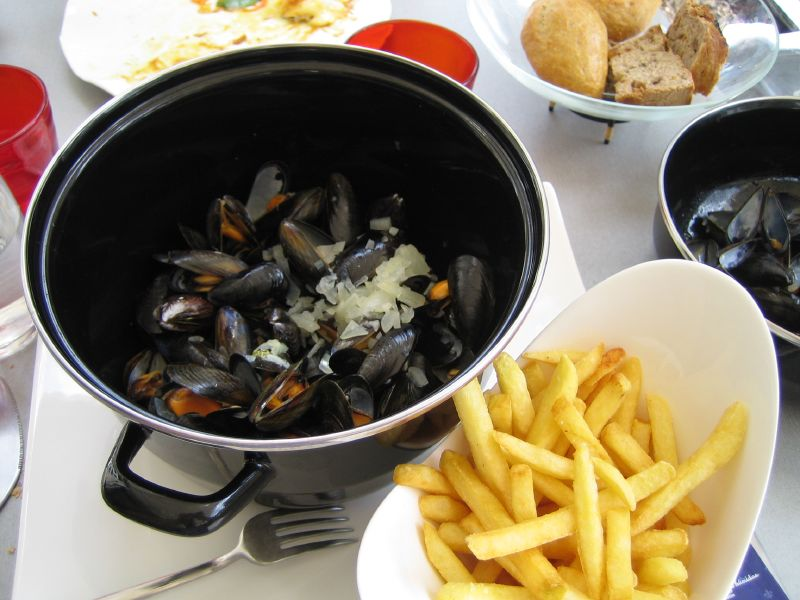
Moules-frites.
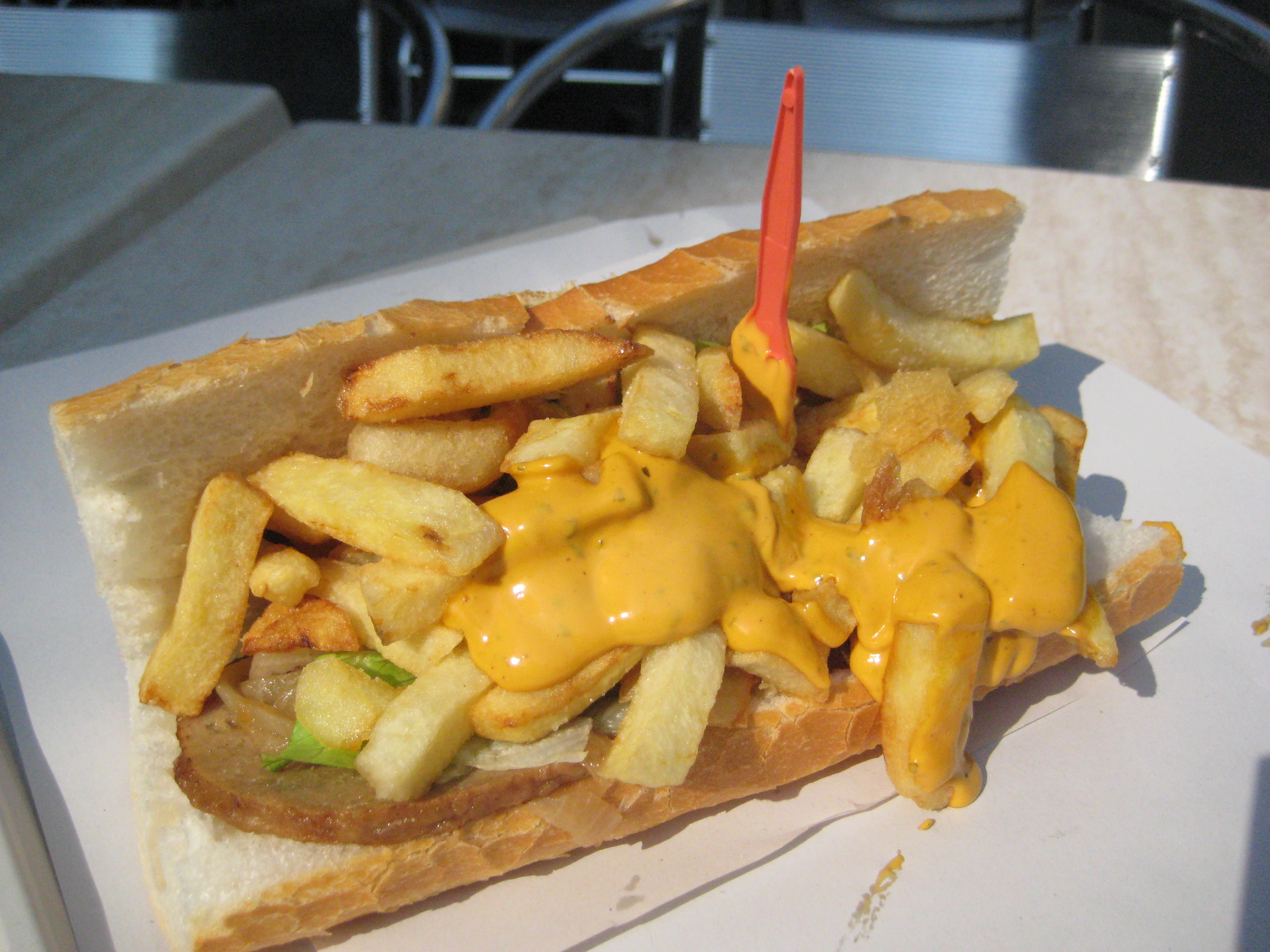
Mitraillette.
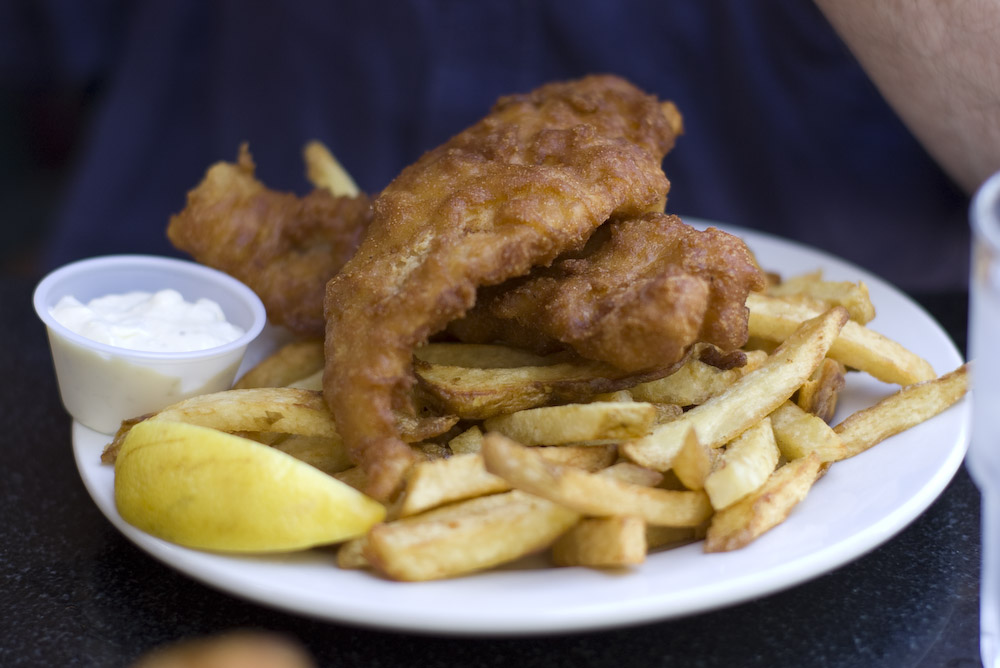
Fish and chips.
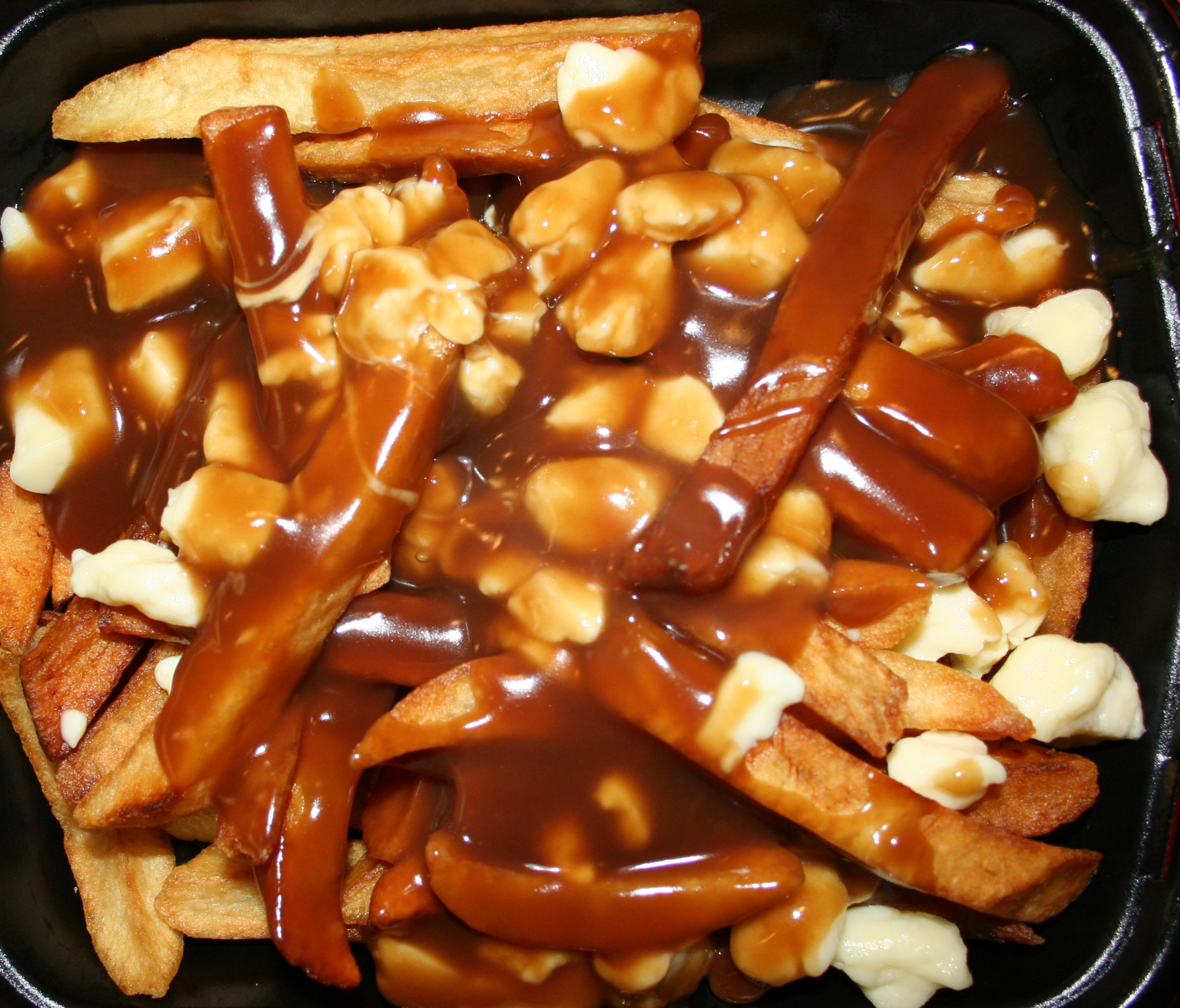
Poutine québécoise.

## Lieu particulier de commercialisation

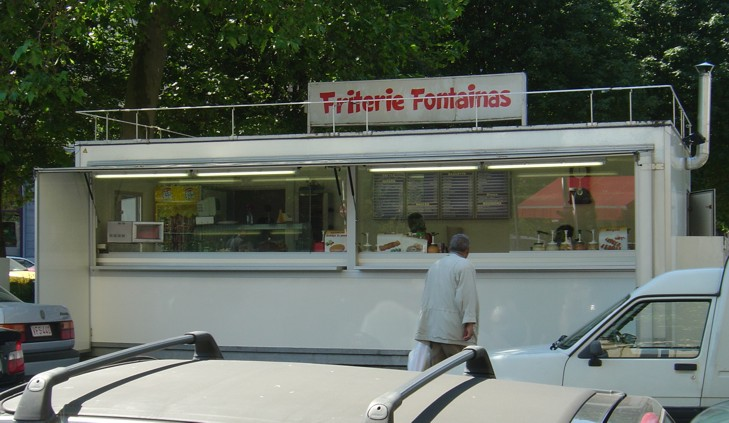
Baraque à frites bruxelloise.

Dans les Pays-Bas historiques (Benelux et nord de la France), les frites se vendent dans une friterie, parfois appelée friture, frituur en néerlandais ou fritkot (appellation venant du brusseleer qui est utilisé des deux côtés de la frontière linguistique). En Belgique, la Région flamande et Communauté française de Belgique reconnaissent les friteries en tant qu'héritage culturel immatériel,.
Les friteries peuvent être dans un immeuble ou ambulantes (baraque ou caravane mobile, parfois immobilisée avec accord des autorités). Elles sont, dans ce dernier cas, appelées « baraque à frites » en français et frietkraam ou  patatkraam en néerlandais. Lorsqu'elles sont ambulantes, il est courant de les trouver lors de manifestations qui rassemblent un grand public (foires, kermesses, concerts, manifestations sportives, autour des stades, lors des rassemblements hippiques, etc.).
Ces friteries sont généralement localisées au centre des villages, le long de routes nationales à fort trafic, près des gares et dans de grosses infrastructures évènementielles (boîtes de nuit, stades, salles de concert).
Le vendeur de frites est appelé friturier, friteur ou « frituriste ».
En Belgique néerlandophone, ce travail est de plus en plus abandonné par les Flamands au profit des personnes d'origine étrangère ce qui explique qu'en 2012, le mot frietchinees (friturier chinois) ait été choisi comme « nouveau mot flamand de l'année » lors de l'enquête annuelle menée par l'éditeur du Van Dale Groot woordenboek van de Nederlandse taal et la VRT auprès des Flamands.

## Sachet, cornet ou barquette
Jusqu’aux années 1980, les frites étaient le plus souvent servies à l'aide d'une « pelle à ensacher » dans une feuille de papier roulée en forme de cône (le « cornet » ou le « sachet »). Les frites ont ensuite été servies dans des raviers en plastique ou en carton (la « barquette »). En Belgique notamment, il n'est pas rare de se voir proposer sur la carte les deux présentations. Le cornet et le sachet sont souvent préférés par les amateurs ; ils contiennent plus de frites et coûtent un peu plus cher que la barquette, mais les frites restent ainsi plus chaudes au fur et à mesure de leur consommation.
Au Québec et un peu partout en Amérique du Nord, il était coutume de servir la frite dans un casseau. Le casseau est un genre de barquette ou ravier carré en carton inséré dans un sac de papier brun. Le casseau en carton sert à consolider le sac pour éviter qu'il ne se déchire car le papier ramollit en absorbant la graisse. Les chaînes de restauration rapide ont abandonné cette présentation mais elle reste présente dans les friteries nommées au Québec « kiosques à patates ». C'est d'ailleurs de là que provient le surnom donné à un ancien joueur vedette des Canadiens de Montréal, le gardien de but Patrick Roy que les fans surnommaient amicalement « Casseau ».
Depuis la fin du XXe siècle, cornet et barquette sont généralement agrémentés d’une fourchette miniature en plastique dont Paul Ilegems a établi une typologie.

## Origine
L'origine de la frite reste controversée car son nom découle de « pomme de terre frite », réduit par ellipse au simple terme « frite ». La pomme de terre ayant été cuite dans la graisse en rondelle et en bâtonnet, le terme « frite » se retrouve dans de très nombreux textes des XVIIIe siècle et XIXe siècle sans que les auteurs précisent la forme de l'aliment, ce qui ouvre la porte à de nombreuses interprétations. Une des premières mentions est d'ailleurs donnée par le militaire hispano-chilien Francisco Núñez de Pineda y Bascuñán dans son œuvre Cautiverio feliz de 1673, le 29 novembre 1629 au fort de Nacimiento, où il décrit la nourriture offerte à deux caciques indiens, comme composée de « pommes de terre cuites et frites ».

### Selon les Belges

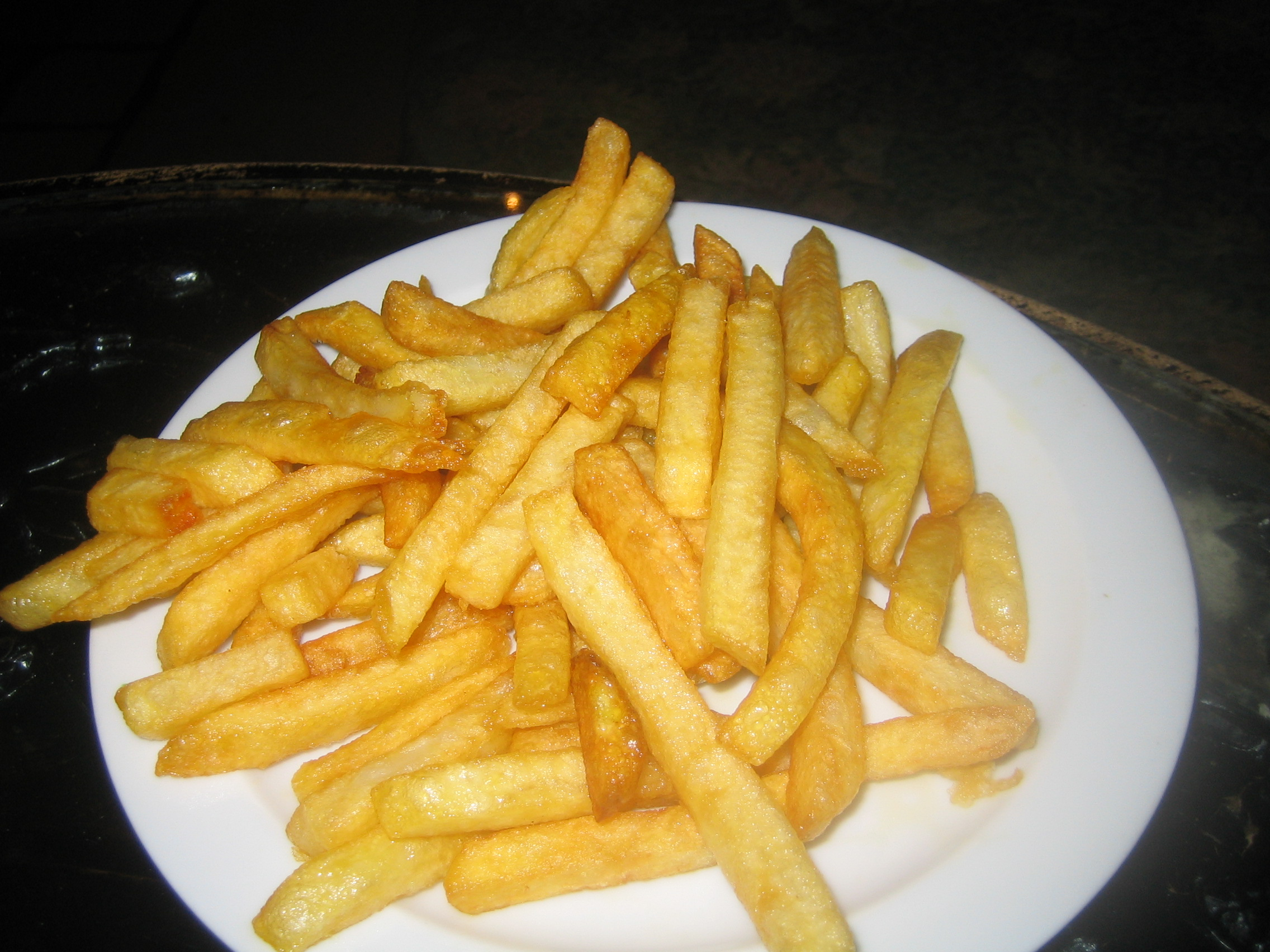
Plat de frites, cuites à la mode belge.

L'hebdomadaire belge Pourquoi pas ? a publié en 1985 un article de Christian Souris qui a popularisé une fausse affirmation de l’historien belge Jo Gérard, selon laquelle les pommes de terre frites auraient existé à la fin du XVIIe siècle. L'article citait un manuscrit que l’aïeul de l’historien aurait rédigé en 1781 : « Les habitants de Namur, Andenne et Dinant ont l'usage de pêcher dans la Meuse du menu fretin et de le frire pour en améliorer leur ordinaire, surtout chez les pauvres gens. Mais lorsque le gel saisit les cours d'eau et que la pêche y devient hasardeuse, les habitants découpent des pommes de terre en forme de petits poissons et les passent à la friture comme ceux-ci. Il me revient que cette pratique remonte déjà à plus de cent années. » Ceci donnerait, comme date, les années 1680. Or ce manuscrit est introuvable à ce jour.
Pierre Leclercq, autre historien belge rappelant grâce aux travaux de Fernand Pirotte sur la pomme de terre, que celle-ci n'est arrivée dans le Namurois qu'aux alentours de 1735, considère que ces habitants n'ont pu tailler les pommes de terre et les frire qu'à partir de 1739. Au XVIIIe siècle, la graisse était un luxe pour les petites gens, le beurre coûtait cher, la graisse végétale se consommait sur du pain ou en potage avec parcimonie, c'est pourquoi la cuisson en friture était rarissime dans la paysannerie. Il était donc exceptionnel de trouver une poêle dans le matériel de cuisine d'un humble habitant du XVIIIe siècle. Pierre Leclercq est formel indiquant que « la frite est d’origine parisienne » dans un article repris par l'Université de Liège. L'origine de la frite est issue de la pratique des marchands ambulants du XVIIIe siècle qui trimballaient une bassine de friture dans laquelle ils trempaient de la viande et des légumes enduits de pâte à beignet.
Les frites ont pourtant séduit de nombreux Belges et sont popularisées dans la cuisine locale.
En 1861, le Belge Philippe Édouard Cauderlier indique dans son Économie culinaire que la taille des pommes de terre à frire peut se faire en bâtonnet. Il semble que l'alternative rondelle-bâtonnet était à la mode puisqu'on la retrouve dans la deuxième édition du dictionnaire de Guillaume Belèze.
Dès avant 1862, les frites étaient vendues en bâtonnets dans les friteries ambulantes des frères Krieger. Cauderlier ne fait donc que reprendre une pratique courante en Belgique. Pierre Leclercq indique quant à lui que l'arrivée des frites en Belgique serait le fait de l'Allemand Frederik Krieger qui a appris à confectionner les frites à Montmartre (Paris) avant de s'installer en Belgique en 1842 pour ouvrir la première baraque à frites du pays.
Le 10 janvier 2014, la Région flamande reconnaît les friteries en tant qu'héritage culturel immatériel.
En 2017, la Communauté française de Belgique reconnaît également les friteries comme patrimoine immatériel.
Par contre, la communauté germanophone ne l'a pas encore reconnue.

### Selon les Français
Côté français, on soutient parfois que la frite est née sur les ponts de Paris en 1789, en pleine Révolution française, sous l'appellation « pommes Pont-Neuf » quelques années après qu'Antoine Parmentier eut fait la promotion de la pomme de terre en 1771 au concours de l'académie de Besançon. Maurice Edmond Sailland dit Curnonsky (1872-1956), auteur, journaliste, défenseur de la cuisine du terroir et prince des gastronomes, cru 1927, a déclaré : « Les pommes de terre frites sont une des plus spirituelles créations du génie parisien ». En réalité, cette « pomme Pont-Neuf » est une pomme de terre coupée en lamelle puis frite, et non un bâtonnet de pomme de terre.
Les Français arguent que des livres du XVIIIe siècle citent les frites ; ainsi, par exemple, dans La Cuisinière républicaine, recueil de recettes de pommes de terre, le premier en langue française, publié en 1794 à Paris par madame Mérigot. Les frites telles qu'on les connaît aujourd'hui n'y sont pas citées, mais on y trouve notamment une recette de « pommes de terre en friture », selon laquelle on fait frire des tranches de pommes de terre préalablement trempées dans une pâte à frire à base de farine de pommes de terre. Autre exemple : en 1823, Louis Eustache Audot donne dans La Cuisinière de la campagne et de la ville, une recette de pommes frites : « Vous coupez vos pommes de terre crues en tranches, vous les jetez dans une friture bien chaude ; quand elles sont bien cassantes et de belle couleur, vous les retirez, les saupoudrez de sel fin et servez chaud. » Comme dans la recette précédente, les pommes de terre sont découpées en tranches et non pas en bâtonnets. Selon Karen Hess, historienne culinaire américaine, il semble que la découpe en tranches, qui apparaît dans toutes les recettes les plus anciennes de pommes de terre frites, était alors considérée comme plus élégante que la forme en bâtonnets.

### Nom des frites en anglais américain
Les frites sont appelées French fries en anglais américain et chips au Royaume-Uni.
La première attestation de l'expression french fries en anglais est datée de 1894 dans le livre intitulé Rolling Stones de l'écrivain américain O. Henry, précédée en 1884 de French Fried Potatoes.
Mais c'est seulement à la fin de la Première Guerre mondiale que cette expression décolla aux États-Unis, lorsque les soldats américains qui avaient goûté des frites dans le nord de la France ou en Belgique sont retournés dans leur pays. Comme la langue parlée dans ces régions était le français, ils les auraient tout simplement appelées French fries.
Selon une autre version, c'est le président américain Thomas Jefferson, parce qu'il aimait beaucoup les frites préparées par son cuisinier français, qui les aurait naturellement appelées French fries. On affirme ainsi que Jefferson, président des États-Unis 1801-1809, qui fut aussi ambassadeur en France de 1785 à 1789, a probablement introduit les frites aux États-Unis en 1802, d'une recette très probablement obtenue de son chef français, Honoré Julien, et qu'il évoque de sa main déjà les potatoes fried in the French manner avec son annotation « Pommes de terre frites à cru, en petites tranches ». Là encore, on ne parle pas de bâtonnet.
Toutefois, les frites n'apparaissent dans les livres de cuisine populaire qu'en 1813 en Amérique, d'où leur nom de French fries, pour les Américains et les Canadiens anglophones. Cette explication est cependant contestée.
Pour mémoire, l'affirmation fréquemment exprimée que to french signifie « couper à la française » ou « émincer à la française » est mise à mal par la consultation d'éminents dictionnaires :  le Dr James A. H. Murray cite le verbe to french comme employé pour désosser les os des viandes et nullement pour tailler des frites — qui étaient pourtant connues aux États-Unis à cette époque — et les dictionnaires Harrap's et Collins ne donnent aucun verbe de ce nom.
Pendant le refroidissement des relations diplomatiques franco-américaines consécutif à la guerre en Irak, son nom a été transformé temporairement en freedom fries par une partie de la droite américaine.

## Préparation

### Choix de la pomme de terre
Il existe deux types de pommes de terre : les fermes et les farineuses. Pour faire les frites, il vaut mieux privilégier les pommes de terre à chair farineuse car leur taux élevé d’amidon permet de les rendre plus croustillantes et plus légères.
La reine des pommes de terre pour les frites est la bintje. La manon et l'agria sont également de bonnes variétés. Si vous choisissez une variété à chair ferme, choisissez la charlotte qui donne des frites douces, à la texture à la fois ferme et fondante.
Pour la qualité gustative de la frite : dans l'immense majorité des variétés de pommes de terre, il faut choisir celles dont le « taux de matière sèche » est le plus élevé. Plus ce taux de matière sèche sera élevé, moins la frite se gorgera d'huile en refroidissant, et la frite conservera sa texture sans former d'alvéole. Le poids final des frites, nettement inférieur au poids de pommes de terre crues, témoigne de l'évaporation de son eau.

### Découpe
On découpe les pommes de terre en bâtonnets.
- 1 cm de côté : frites à la « belge » ou « pont-neuf ».
- 0,5 cm : pour avoir des frites « allumettes ».

### Lavage
Il est possible de laver les frites pour enlever l'amidon (cela évite ainsi que les frites ne collent entre elles) mais on obtiendra des frites moins croustillantes (c'est l'amidon qui apporte le croustillant à la frite).
- Avec lavage : une fois que les frites sont découpées en bâtonnets, il faut les plonger dans de l'eau chaude ou tiède pendant une bonne dizaine de minutes. Ce bain aura notamment pour effet de retirer le surplus d'amidon des pommes de terre, ce qui assurera une meilleure cuisson.
- Sans lavage : laver rapidement les pommes de terre pelées. Puis après les avoir découpées, les éponger dans un torchon.

Ce qui est sûr, lavage ou pas lavage, c'est qu'il faut bien les essorer et les essuyer pour éviter que l'eau ne se transforme en vapeur une fois dans la friteuse et qu'elle ne dissocie l'huile de friture. De plus, un surplus d'eau fera baisser la température de l'huile.

### Choix de la matière grasse
Traditionnellement, on utilise de la graisse animale : graisse de porc (tradition de Bretagne) ou de bœuf (tradition de Belgique) prévue pour la friture à 170 °C. Elles apportent une saveur toute particulière aux pommes de terre.
Moins intéressantes question goût, mais moins chères et moins riches en mauvais cholestérol, les huiles végétales conviennent évidemment très bien à la cuisson des frites. Parmi celles-ci, se dégage l'huile d'arachide, dont la teneur en acide alpha-linoléique se prête tout particulièrement aux températures de cuisson élevées.
L'huile végétale (arachides, tournesol…) peut être réutilisée une quinzaine de fois alors que l'huile animale se limite à une dizaine de fois.
Les frites cuites dans une huile végétale ou dans une graisse animale contiennent la même teneur en graisse. Par contre, le choix entre ces deux cuissons est important pour ce qui concerne la teneur en acide gras saturés.

### Cuisson
Pour la cuisson des frites, il est conseillé d'utiliser une friteuse.

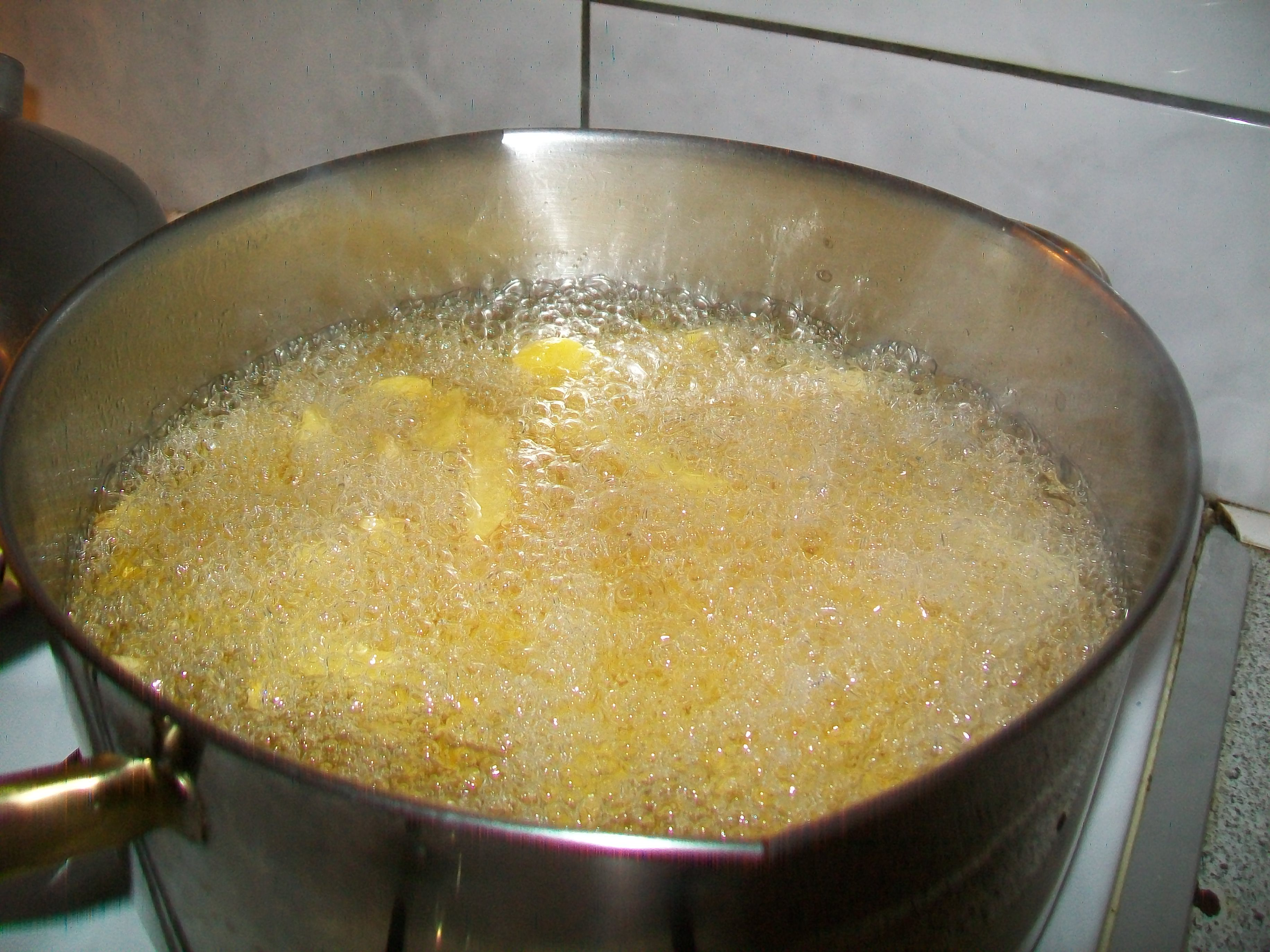
Frites pendant la cuisson.

- Les faire pocher 5 à 8 minutes environ dans de l'huile à 127 °C[31] (certains auteurs insistent sur une température légèrement plus élevée (140 °C), comme exposé lors de l’épisode de la guerre des restos de la 11e saison de Top Chef)
- Les retirer, les égoutter sur du papier absorbant et les laisser refroidir durant quelques minutes (10-20 min) (voir chapitre dégraissage).
- Les replonger dans le bain d'huile à 175–190 °C durant deux minutes, pour les frire et les faire roussir.

Important : un panier trop rempli de frites fait retomber la température de l'huile et ralentit la cuisson, de plus les frites risquent de coller entre elles. Aussi, il est conseillé de faire cuire les frites en petites quantités.

### Diététique
Le mode de cuisson donne un mets particulièrement gras : alors qu'une pomme de terre ne contient que 0,5 % de lipides, une frite en contient approximativement 11 % (une frite de friterie contient 15% de graisses)).Le taux de matière grasse est dépendant du rapport surface sur volume de la frite : plus la frite est finement coupée, plus la surface en contact avec l'huile est grande. La préparation sous forme de chips est donc encore plus riche en graisses. Des tentatives de commercialisation de frites de section hexagonale et non plus carrée, pour réduire la surface d'absorption de la graisse ont vu le jour.
Il est déconseillé de faire chauffer les huiles au-delà de 180 °C, et considéré comme mauvais pour la santé au-dessus de 190 °C (cancérigène).
En plongeant les frites dans de la graisse très chaude, l'eau présente dans les pommes de terre va se transformer en vapeur et empêcher la graisse de rentrer en elles. Aussi, si on les plonge dans une huile qui n'est pas assez chaude, elles vont absorber un maximum de graisse avant que la croûte se forme autour d’elles, ce qui donnera des frites grasses.
Pour des frites légères, privilégiez les frites faites maison (les frites surgelées précuites sont déjà couvertes de matière grasse) de grosse taille (éviter la taille allumette) et cuite au four avec 2 cuillerées à soupe d'huile pour 1 kg de pommes de terre.
En 2011, une équipe de chercheurs de l'Académie des sciences de Californie dirigée par le professeur Daniele Piomelli ont publié dans le Journal de l'Académie des sciences américaines que la consommation de frites provoquait dans l’organisme une réaction chimique très semblables aux cannabinoïdes, présentes dans la marijuana,,,.

#### Dégraissage
Pour des raisons de diététique, il est recommandé d'éponger les frites immédiatement après la friture en les déposant dès la sortie de la friteuse sur une double épaisseur de papier essuie-tout absorbant et en les essuyant de façon à éponger toute l'huile à la surface, tant que la vapeur d'eau s'échappe encore. En effet, lors de la friture et à la sortie du bain, les frites ne sont pas du tout grasses : l’huile ne peut pas pénétrer car elle en est chassée par la vaporisation de l'eau de la pomme de terre pendant la cuisson (c’est cette vapeur qui cause le bouillonnement). Dès que les frites commencent à refroidir, la vapeur encore présente dans la frite se condense en eau, et plus de 90 % de l'huile absorbée par la frite provient uniquement de son refroidissement quand la dépression intérieure causée par la condensation pompe l'huile déposée à sa surface.
Dans les friteries belges, cette opération est remplacée par le battement violent et répété contre le comptoir du récipient contenant les frites pour les dégraisser.

### Salage et accompagnements
Le salage ou l'ajout d’herbes ou d'épices s'effectue immédiatement après l'essuyage, tant qu'il y a de la vapeur, et non dans l'assiette. Dans ce cas, le sel se dissout mieux et imprègne mieux la pomme de terre lors du refroidissement, le parfum des épices sera mieux absorbé, et on peut finalement mettre moins d'assaisonnement. Tout doit être prêt pour ces opérations avant la sortie du bain.
Bien souvent les frites se mangent accompagnées de mayonnaise.
Les frites peuvent être servies avec une sauce froide ou chaude.

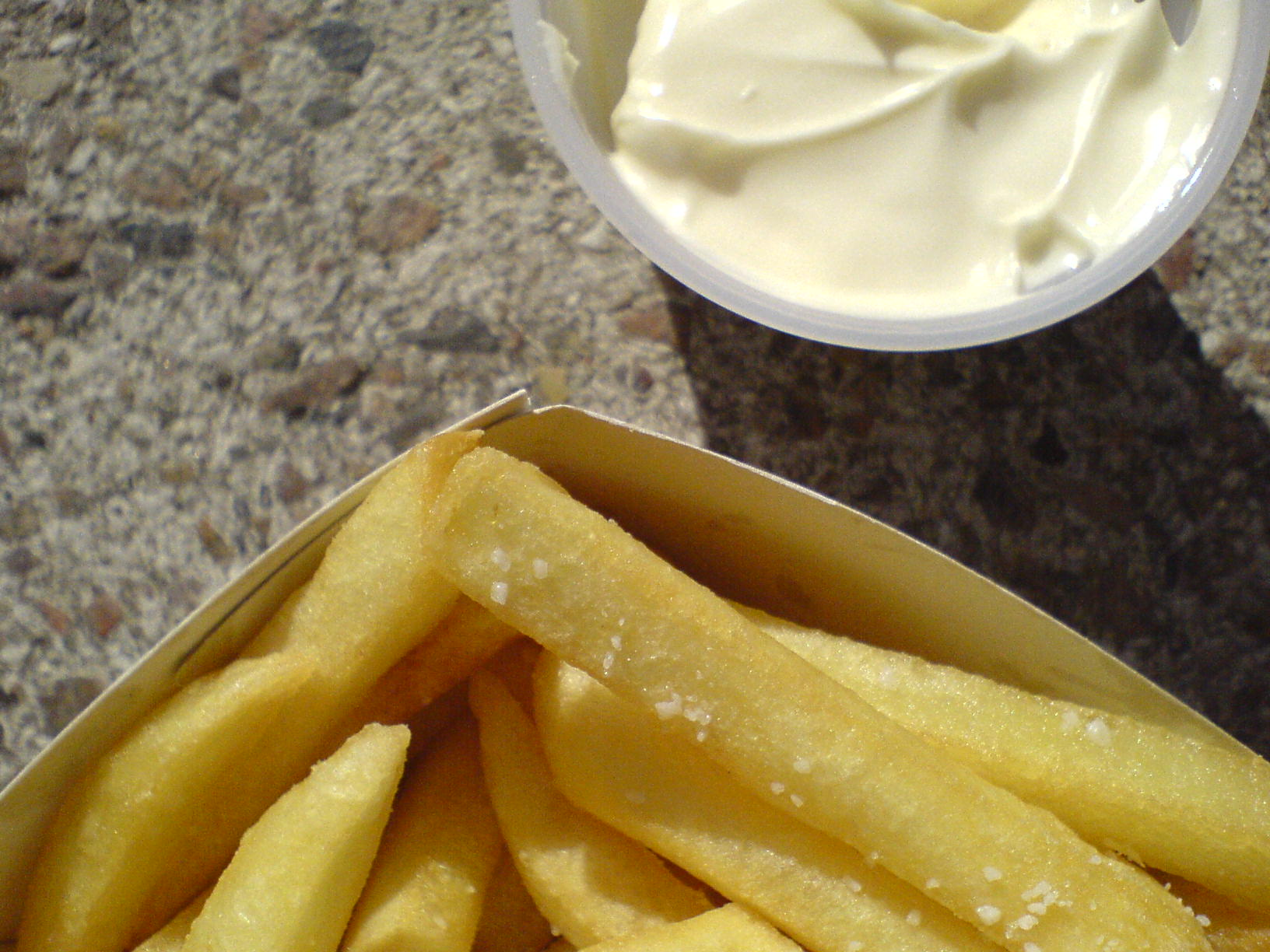
Frites accompagnées de mayonnaise.
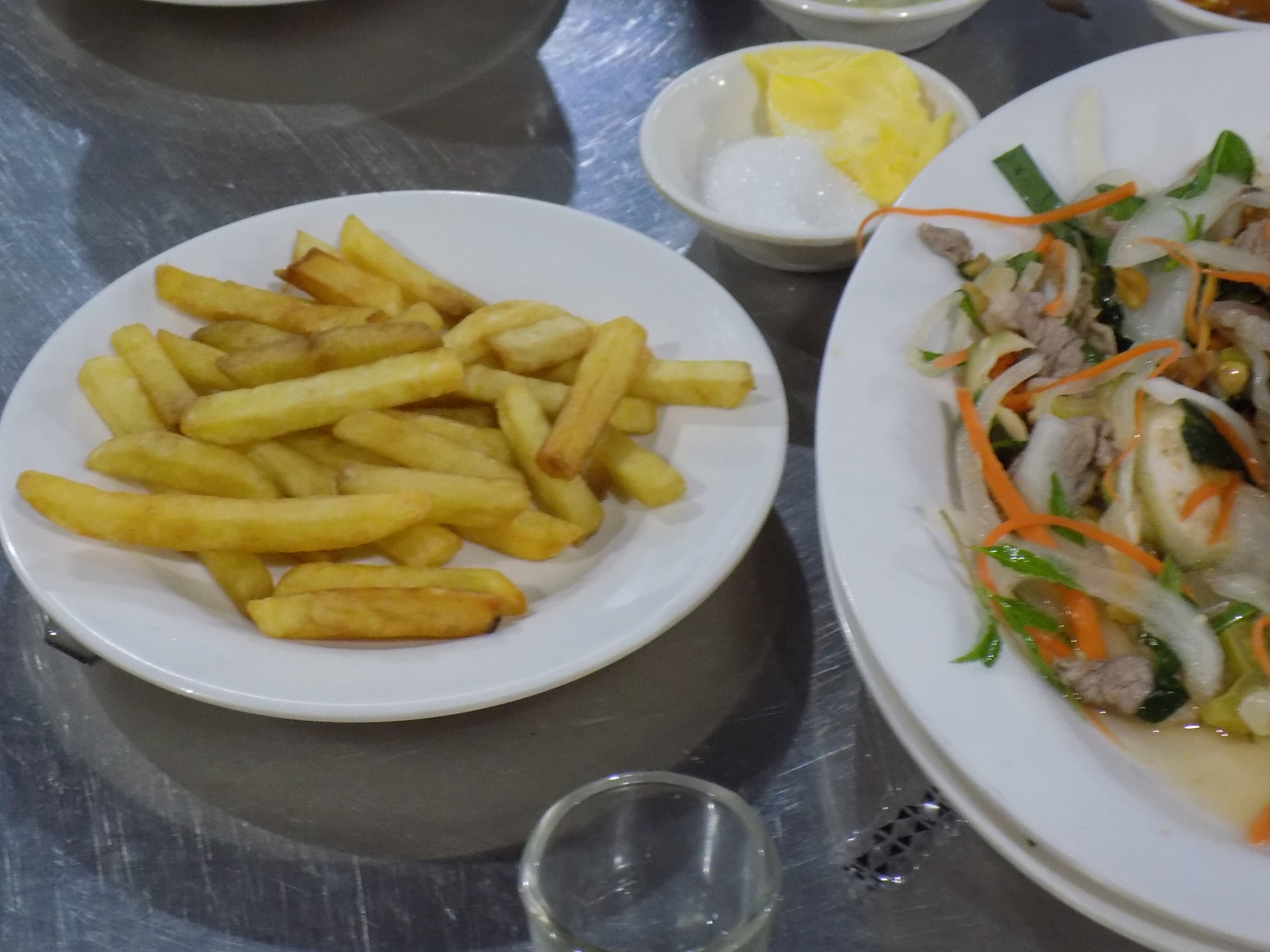
Frites servies avec du beurre et du sucre à Hô Chi Minh-Ville.

## Les différents plats de frites
Les frites existent de manière standard, c'est-à-dire le fait de les consommer naturellement accompagnées de sauce et de viande sans rajouter divers ingrédients. Mais il existe aussi divers plats de frites, voici une liste partielle par ordre alphabétique.
Par accompagnement :
- Frites Carne asada - frites recouvertes de carne asada , guacamole , crème sure et fromage .
- Frites au fromage - frites recouvertes de fromage.
- Frites de chili - (à ne pas confondre avec les frites au chili) frites garnies de piments verts, courantes dans l'État américain du Nouveau-Mexique .
- Frites au chili - (à ne pas confondre avec les frites de chili) frites recouvertes de chili con carne
- Frites au fromage Chili - frites couvertes de piment et le fromage.
- Chorrillana - un plat chilien composé d'une assiette de frites garnie de différents types de tranches de viande, de saucisses et d'autres ingrédients.
- Chips au curry - frites recouvertes de sauce au curry, un élément populaire servi par les friteries en Irlande et dans le nord de l'Angleterre .
- Sandwich aux frites  - comme le chip butty  et la mitraillette.
- Poutine - un plat composé de frites garnies de fromage en grains et de sauce et principalement associé à la province canadienne de Québec.
- Salchipapas - un plat péruvien composé d'une assiette de frites garnie de tranches de saucisse frites.
- Slap-chips - frites allongées coupées épaisses arrosées de vinaigre blanc principalement associées à la province du Cap-Occidental en Afrique du Sud.

Par type de découpe, de cuisson et de pomme de terre :
- Frites allumettes, Shoestring - frites coupées minces.
- Frites cuites trois fois - frites qui sont mijotées, refroidies et égouttées à l'aide d'une technique de cuisson à basse température et longue durée (LTLT) ; ils sont ensuite frits à seulement 130 ° C, refroidis et enfin frits à 180 ° C.
- Frites au four - frites qui sont cuites au four en tant qu'étape finale de la préparation (après avoir été enduites d'huile lors de la préparation en usine ), souvent vendues congelées.
- Frites frisées - caractérisées par leur forme hélicoïdale, coupées à partir de pommes de terre entières à l’aide d’une trancheuse en spirale spécialisée
- Frites gaufrées - frites en forme de treillis obtenues en tournant la pomme de terre d'un quart à chaque passage sur une mandoline à lame ondulée, et en la faisant frire une seule fois.
- Frites ondulées - elles sont coupées de manière ondulée et striée.
- Frites de patates douces - frites faites avec des patates douces au lieu de pommes de terre blanches traditionnelles.
- Frites à steak - frites coupées épaisses.
- Patates tornado - pommes de terre coupées en spirale qui sont placées sur une brochette puis frites.
- Quartiers de pommes de terre frites (en) - frites coupées épaisses et allongées en forme de coin avec la peau laissée.

## Industrialisation de la frite

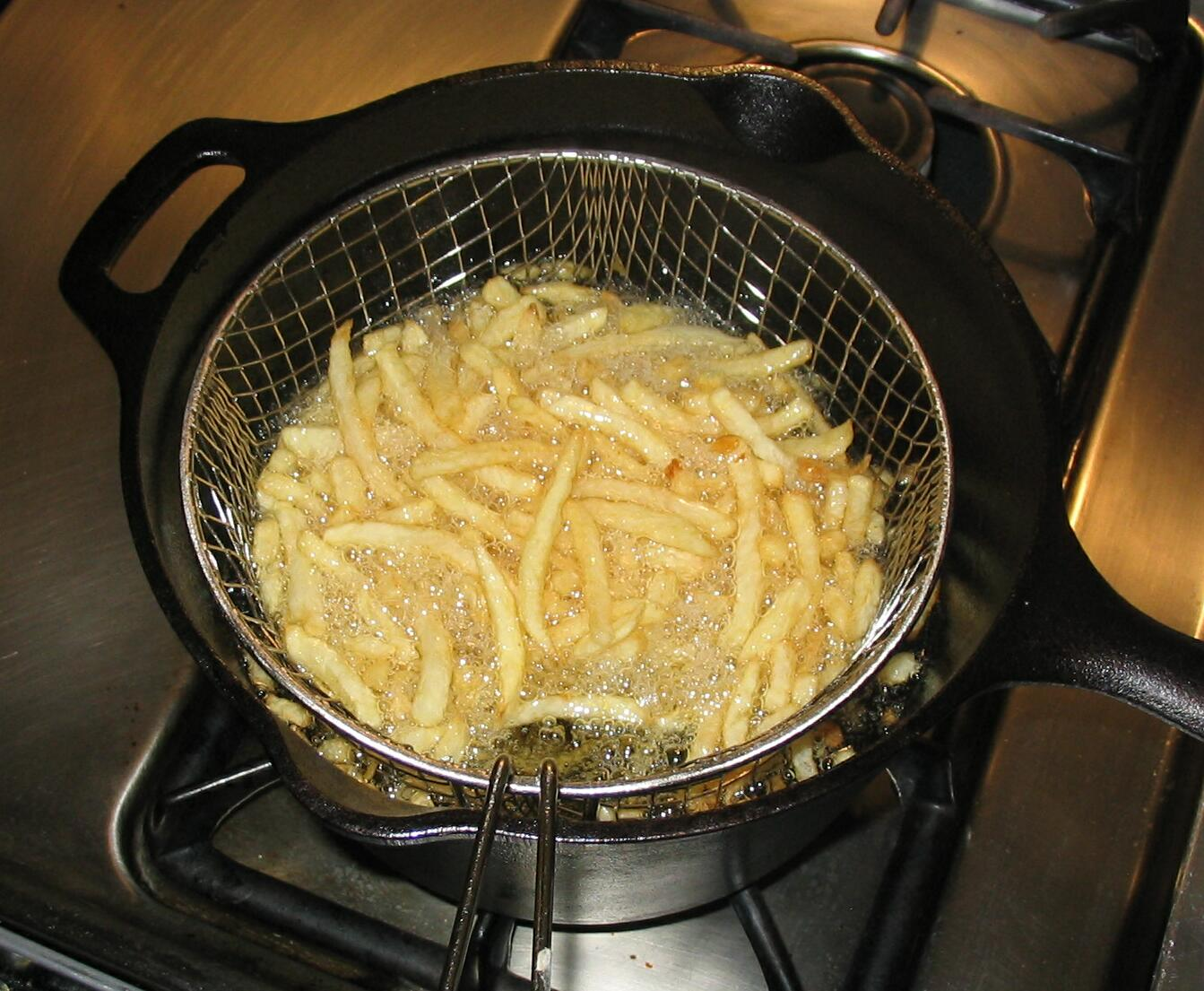
Cuisson : plus elles sont fines plus elles sont grasses…

Il devient de plus en plus rare de voir quelqu'un faire ses frites manuellement. Et cela, que ce soit chez le particulier, le restaurateur ou à la friterie.
Bien souvent les frites sont prédécoupées et précuites au format surgelé. Ou alors « fraiches » mais prédécoupées et emballées sous vide. ou conditionnées en atmosphère modifiée, aucun agent de conservation, aucune modification du goût.

### Les frites fraiches sous vide ou conditionnées en atmosphère modifiée
Les pommes de terre sont acheminées à l'usine, où elles vont être soit pelées et emballées sous vide, soit pelées, découpées en frites et emballées sous vide avec ajout d'un agent de conservation, ou encore, pelées, découpées en frites et conditionnées en atmosphère modifiée mais sans agent de conservation et donc sans modification du goût.
Pour des raisons de facilité, les frites sous vide ou conditionnées en atmosphère modifiée ont remplacé les pommes de terre non pelées dans la plupart des friteries. La perte de qualité est quasi inexistante. Certaines friteries continuent néanmoins à peler leurs pommes de terre pour avoir une meilleure qualité de frite.

### Les frites surgelées

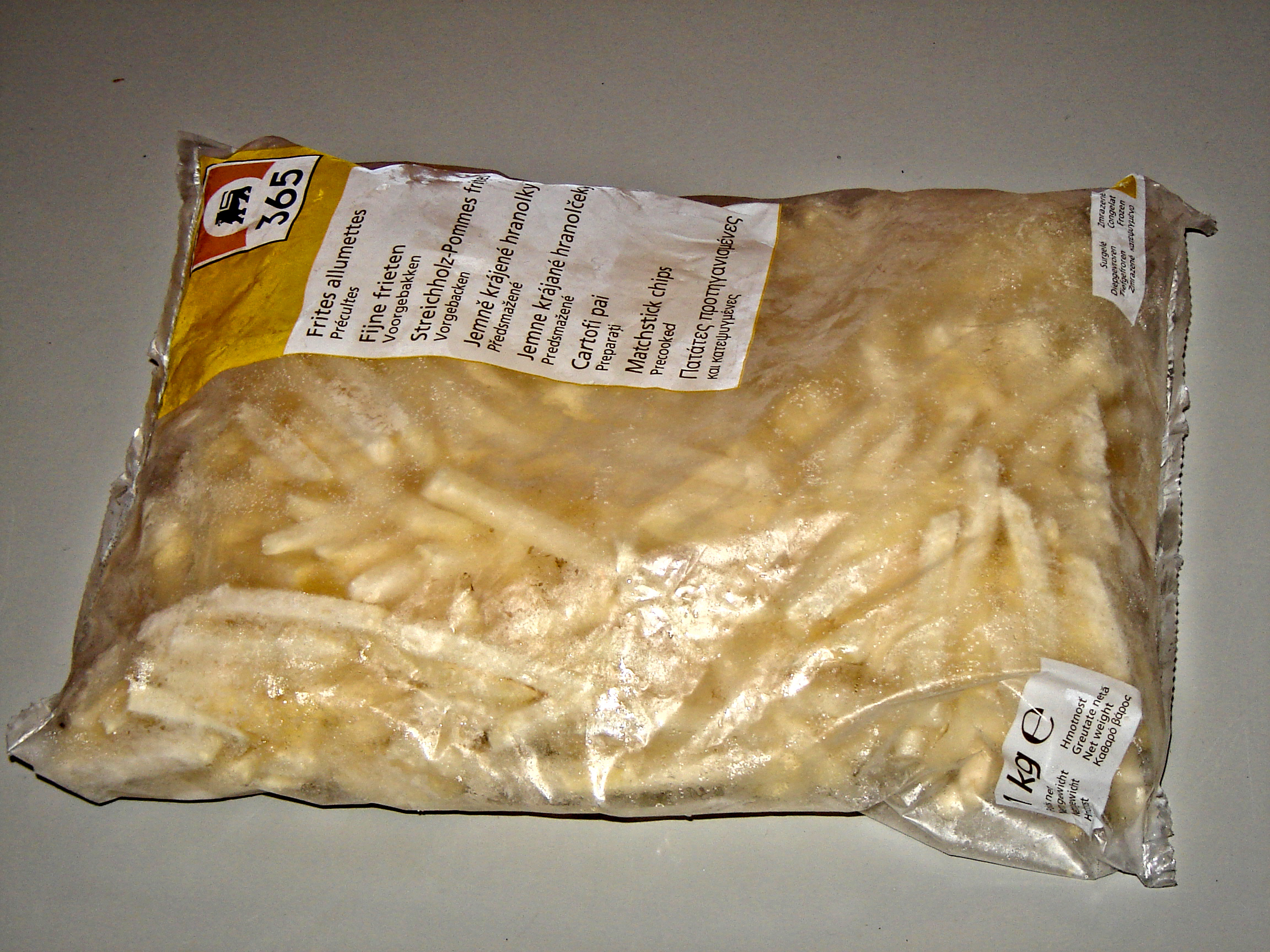
Frites précuites surgelées.

La production industrielle de frites précuites surgelées s'est fortement développée après la Seconde Guerre mondiale, d'abord aux États-Unis.

#### Processus de fabrication
La production est très automatisée. Elle comprend les phases suivantes :
- réception : les opérations de contrôle portent principalement sur les taux de matière sèche et de sucres réducteurs, qui influent sur le prix d'achat ;
- lavage, épierrage : les pommes de terre sont débarrassées des impuretés par lavage et brossage mécanique, puis calibrées :
- pelage : les peaux sont détachées par injection de vapeur suivie d'une dépression ; les pelures sont généralement recyclées en alimentation animale ;
- coupe : les tubercules pelés sont coupés par le passage au travers d'une grille à mailles carrées, entraînés par un courant d'eau à grande vitesse (100 km/h) ; les bâtonnets ainsi découpés sont ensuite inspectés par une caméra électronique et triés, notamment sur le critère de longueur et les défauts de couleur ;
- blanchiment : il se fait par passage dans un courant d'eau chaude (75 °C) pendant quelques minutes dans le but d'éliminer certains enzymes responsables de défaut de coloration du produit fini et obtenir une gélatinisation de l'amidon en surface ; à ce stade, des produits chimiques, notamment le pyrophosphate acide de sodium, peuvent être ajoutés pour la stabilisation de la couleur[39] ;
- séchage : passage dans un courant d'air chaud et sec, qui entraîne une certaine déshydratation et améliore le caractère croustillant ;
- précuisson : elle se fait dans un bain d'huile végétale porté à 180 °C pendant une minute ;
- refroidissement : la température des frites est portée rapidement à 8 °C avant surgélation ;
- surgélation : les frites passent dans un tunnel de surgélation d'où elles ressortent à – 7 °C, température portée ultérieurement à – 18 °C dans le local de stockage ;
- contrôle et emballage, généralement en sachets plastique.

Ces frites précuites doivent subir une seconde cuisson de 3 à 4 min dans un bain d'huile à 180 °C avant consommation.
Le procédé de coupe des frites dans un courant d'eau fut inventé et breveté, sous le nom de Lamb Water Gun Knife, en 1960 par F. Gilbert Simplot, fondateur de la société Simplot. Ce procédé qui a l'avantage d'orienter les tubercules dans le sens de leur plus grande longueur, et donc garantissant les frites les plus longues, fut d'abord essayé avec un simple tuyau d'incendie.

#### Économie

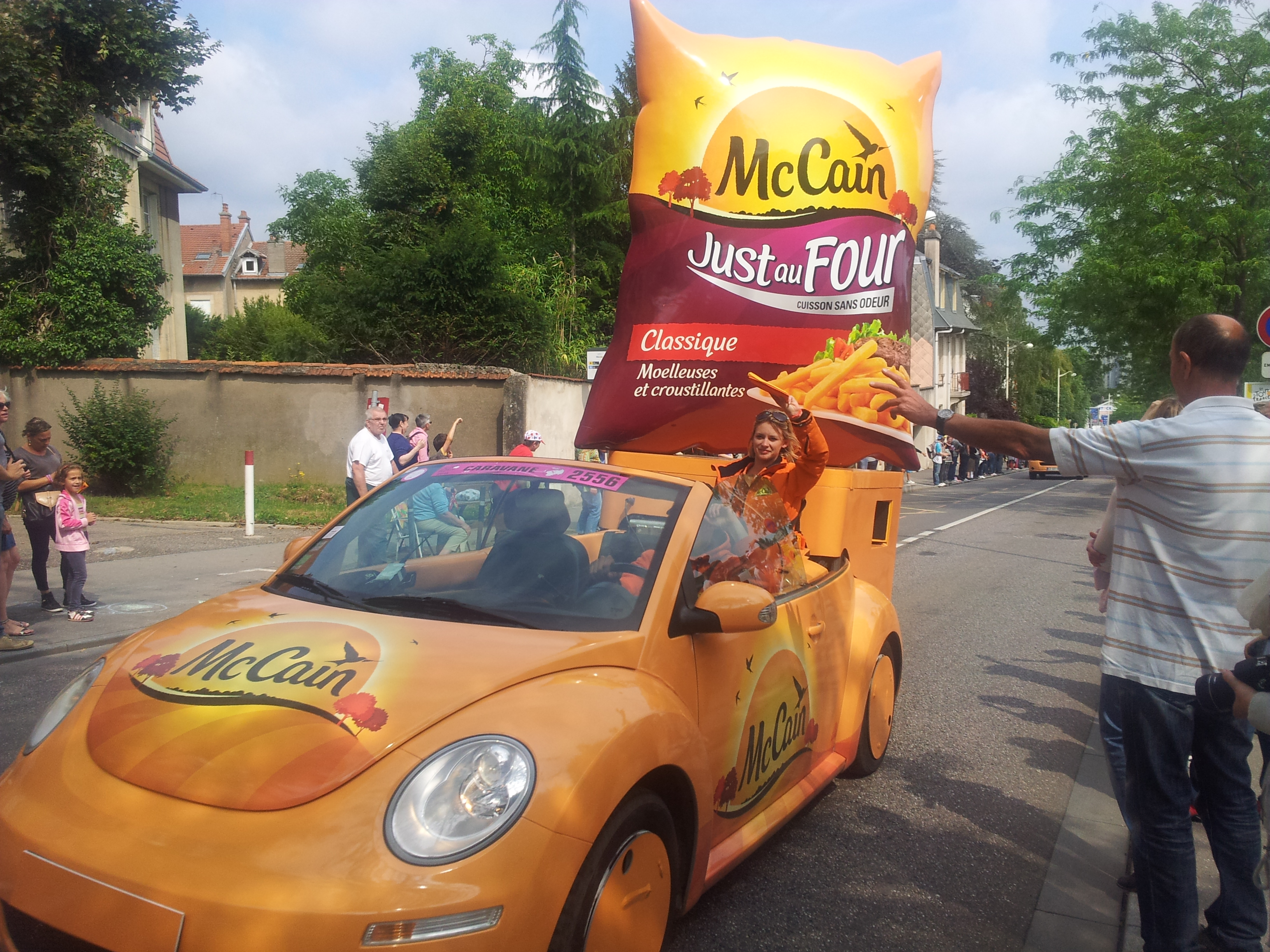
Véhicule publicitaire (caravane du Tour de France 2014).

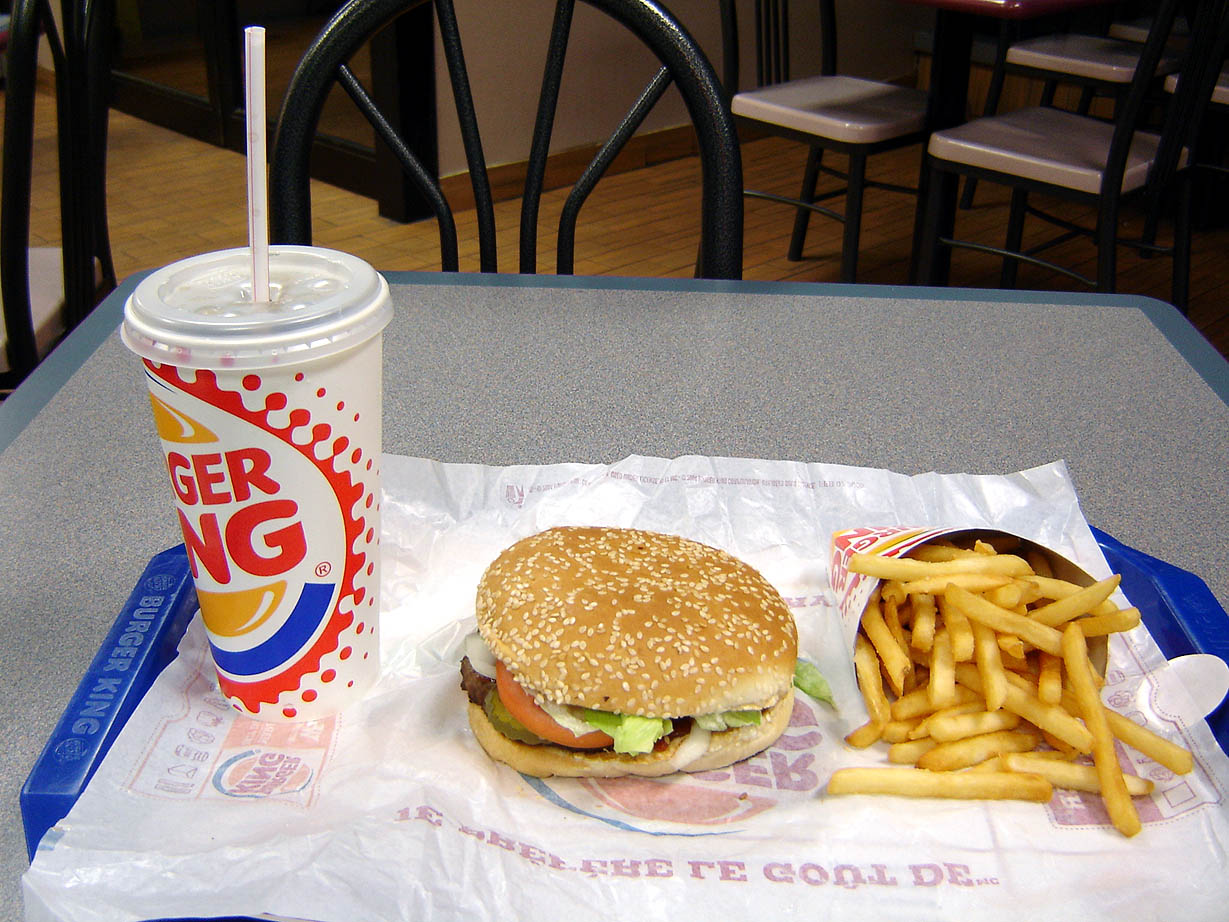
Frites servies en restauration rapide.

Contrairement à la pomme de terre fraîche, produit pondéreux de faible valeur dont le commerce est régulé par les règlements phytosanitaires, qui ne donne lieu qu'à des échanges locaux et régionaux, les frites et autres produits surgelés à base de pomme de terre donnent lieu à un important commerce au niveau mondial.
Les principaux pays producteurs (en 2000) étaient les États-Unis, les Pays-Bas et le Canada. Avec respectivement 3,6, 1,2 et 1,1 million de tonnes, ces trois pays représentaient environ 70 % de la production mondiale. Les autres producteurs notables en 2000 étaient les pays d'Europe occidentale (Belgique, Allemagne, France, Royaume-Uni) ainsi que l'Australie et la Nouvelle-Zélande. Depuis de nouveaux pays sont entrés dans ce marché, notamment la Pologne, l'Argentine, la Chine et l'Inde.
Les trois premiers producteurs mondiaux étaient tous nord-américains.
Le commerce international est croissant du fait de la forte demande existant pour ce type de produits, mais il est de plus en plus affecté par les investissements réalisés par les grands groupes qui construisent des usines de production dans les marchés émergents, notamment en Chine en vue de réduire leurs coûts de production et de logistique.
Les principaux marchés de consommation étaient, en 2000, l'Amérique du Nord, l'Europe occidentale et le Japon. Avec la mondialisation des modes de vie, ces marchés se sont fortement développés parallèlement au développement de la restauration rapide. La Chine, où les groupes de restauration rapide se développent rapidement, est un marché en expansion pour les frites surgelées alors que l'Amérique du Nord et le Japon sont arrivés à maturité.
Les principaux exportateurs de frites et autres produits surgelés à base de pomme de terre sont dans l'ordre les Pays-Bas, le Canada et les États-Unis, qui contrôlaient en 2000 les deux tiers du marché mondial. Les États-Unis sont devenus importateurs nets par la suite. La Belgique, l'Argentine et l'Australie sont également exportateurs.
Parmi les principaux pays importateurs figurent le Royaume-Uni, le Japon, le Mexique, la Chine (en forte progression du fait du développement des chaines de restauration rapide) et la Corée.
En 2012, la Belgique devient le premier producteur mondial de frites, avec des exportations dans près de 110 pays à travers le monde.

## Les frites dans la culture

### Musique
Puis on ira manger

Des moules et puis des frites

Des frites et puis des moules

Et du vin de Moselle

(Jacques Brel, Jef, 1966)
Et ça sent la morue

Jusque dans le cœur des frites

Que leurs grosses mains invitent

À revenir en plus

(Jacques Brel, Amsterdam, 1964)
Elle sait bien faire les frites, Marguerite, Marguerite

Comme tout l’monde elle a des défauts, des petits et des gros

Elle sait bien faire les frites, Marguerite

Elle sait bien faire les frites, Marguerite

(Chanson populaire)

### Littérature
En France, Roland Barthes, dans Mythologies (1957), fait des frites un symbole national :

« Associé communément aux frites, le bifteck leur transmet son lustre national : la frite est nostalgique et patriote comme le bifteck. »

### Langage
- « Avoir la frite » : être de bonne humeur, en grande forme (synonymes eux aussi culinaires : « avoir la patate », « avoir la pêche »).
- « Se friter » : avoir une altercation, se battre.
- « Danser comme une frite » : danser sans savoir-faire, de manière rigide et coincée.
- « Ne pas avoir toutes ses frites dans le même sachet » (ou ravier) : être simplet (expression équivalente à « avoir une case en moins »)[45].
- « Être chaud comme une baraque à frites » : être très motivé.

### Mode de contestation
Des Liliths belges ont procédé au premier enfritage de l'Histoire, le 22 décembre 2014, en lançant des frites-mayonnaise sur Charles Michel, Premier ministre belge, pour protester contre l'austérité et la destruction d'un modèle social « au nom d’une compétitivité absurde qui laisse le bien-être de la population à la porte des ministères ».

### Musée de la frite
Le musée de la frite (en néerlandais : Frietmuseum) est un musée se trouvant à Bruges. Ouvert en mai 2008, ce musée est consacré à l'histoire de la pomme de terre et de la frite. Il contient notamment une collection de machines qui ont été utilisées pour la récolte, les traitements, le tri et la cuisson des pommes de terre. Le musée montre aussi la place de la frite belge dans la culture (art, musique, cinéma, bande dessinée).

## Insolite
Des frites ont été envoyées le 28 avril 2016 dans l'espace depuis la Belgique. Cet acte symbolique a été organisé par Radio Contact, en réaction aux attentats de Bruxelles.
En 2020, a été inauguré un nouveau quartier à Bruxelles sur l’ancien site industriel Tour et Taxis. Vingt-huit nouvelles voies ont été baptisées (d’après 1397 propositions) dont le passage de la Frite.